# Xyris exilis
Xyris exilis là một loài thực vật hạt kín trong họ Hoàng đầu. Loài này được Doust & B.J.Conn miêu tả khoa học đầu tiên năm 1997.